# (325325) 2008 JA14
2008 جاي أي 14 (ويعرف أيضًا باسم (325325) 2008 جاي أي 14 وفق تسمية الكوكب الصغير) (بالإنجليزية: 2008 JA14)‏ هو كويكب ضمن حزام الكويكبات؛ وترتيبه 325325 من حيث الاكتشاف.
اكتُشف هذا الجُرم الفلكي بواسطة ماسح جبل ليمون ‏ في 6 مايو 2008.

## وصلات خارجية
- (325325) 2008 JA14 في قاعدة بيانات مختبر الدفع النفاث لأجرام النظام الشمسي الصغيرة

- الاكتشاف · مخطط المدار ·  العناصر المدارية · المعلمات المادية

- (325325) 2008 JA14 على موقع ويكي سكاي: DSS2, SDSS, GALEX, IRAS, Hydrogen α, X-Ray, Astrophoto, Sky Map, Articles and images